# Kölnski simfonijski orkestar
Kölnski simfonijski orkestar (njem. WDR Sinfonieorchester Köln) njemački je simfonijski orkestar iz grada Kölna, Sjeverna Rajna-Vestfalija. Osnovali su ga 1947. godine Saveznici u vrijeme okupacije Njemačke nakon Drugog svjetskog rata. Orkestar se isprva nazivao Kölner Rundfunk-Sinfonie-Orchester, što u prijevodu znači Simfonijski orkestar Kölnskog radija, a tijekom 1990-ih dobiva svoje današnje ime. Osim po izvođenju klasične, orkestar je mnogo poznatiji po izvođenju suvremene glazbe i glazbe 20. stoljeća. Kao takav, orkestar je svirao premijere brojnih djela Luciana Beria, Hansa Wernera Henzea, Mauricija Kagela, Krzysztofa Pendereckog i Bernda Aloisa Zimmermanna.
Orkestar je od sezone 2010./11. preuzeo finski dirigent Jukka-Pekka Saraste.
Orkestar na snimanju svojih izvedbi surađuje s diskografskim kućama Avie, Hänssler, Kairos i CPO.

## Šefovi dirigenti
- Christoph von Dohnányi (1964. – 1969.)
- Zdeněk Mácal (1970. – 1974.)
- Hiroshi Wakasugi (1977. – 1983.)
- Gary Bertini (1983. – 1991.)
- Hans Vonk (1991. – 1997.)
- Semjon Bytškov (1997. – 2010.)
- Jukka-Pekka Saraste (2010. - trenutno)

## Vanjske poveznice
- (njem.) Službene stranice orkestra